# Erioptera (Meterioptera) pergracilis
Erioptera (Meterioptera) pergracilis is een tweevleugelige uit de familie steltmuggen (Limoniidae). De soort komt voor in het Afrotropisch gebied.